# Ямадаев, Сулим Бекмирзаевич
Сулейма́н (Сули́м) Бекмирза́евич Ямада́ев (21 июня 1973, Беной, Ножай-Юртовский район, Чечено-Ингушская АССР, РСФСР, СССР — 28 марта 2009, Дубай, ОАЭ) — российский военный деятель, подполковник (2005; с 2008 — в запасе). Командир батальона «Восток» 291-го мотострелкового полка 42-й гвардейской мотострелковой дивизии Российской армии в 2003—2008. Участник ряда войн: Первой чеченской (на стороне сепаратистов), Второй чеченской и Российско-грузинской (на стороне РФ). Ярый противник ваххабизма. Герой Российской Федерации (2005).

## Биография
Принадлежит к тайпу Беной. Братья — Руслан Ямадаев, Джабраил Ямадаев (также Герои Российской Федерации; убиты), Аслан Ямадаев, Иса Ямадаев и Бадруди Ямадаев.
В 1992 году Ямадаев переезжает в Москву и занимается бизнесом. В 1994 году, после того как первого президента Чечни генерала Джохара Дудаева поддержал старший брат Руслан Ямадаев, возвращается на свою малую родину.

### В рядах чеченских боевиков
В Первую чеченскую войну воевал на стороне ЧРИ. По данным Коммерсантъ, в 1995 году Аслан Масхадов назначает Ямадаева командующим Гудермесским фронтом, после того, как тот вызволил отряд Басаева из окружения в чеченской столице. После Первой чеченской войны под контролем братьев Ямадаевых остался Гудермес.

### Конфликт с ваххабитами
Летом 1998 года из-за конфликта на бытовой почве ваххабитов с родственниками муфтия Ахмата Кадырова родственники Кадырова обратились к братьям Ямадаевым за помощью, и Сулим самостоятельно начал антиваххабитскую кампанию в республике.
4—15 июля 1998 года в Гудермесе происходит столкновение между батальоном национальной гвардии под командованием Ямадаева и шариатской гвардией. 20 июля 1998 года шариатская гвардия расформирована Масхадовым.
6 января 1999 года на Сулима Ямадаева было совершено покушение. Он получил осколочное ранение в голову и был доставлен в больницу. Через несколько дней, выступая по местному телевидению, он обвинил в покушении ваххабитов.

### На российской службе
С начала Второй чеченской войны Сулим вместе со своими сторонниками сдерживал Гудермес от нападений ваххабитов. Во время прихода российских войск вместе с 5 тысячами верных ему сторонников перешел на их сторону.
11—12 ноября 1999 года Ямадаевы передали Гудермес под контроль российских федеральных сил.
До 16 мая 2000 года члены отрядов братьев Ямадаевых объединились с войсками Российской армии и начали формирование отряда чеченской РОН (роты особого назначения) при комендатуре Чеченской Республики.
15 мая 2002 года Ямадаев назначен заместителем военного коменданта Чечни Сергея Кизюна.
С марта 2003 года — командир батальона «Восток». За 2003—2006 годы батальон под командованием Ямадаева уничтожил более 400 боевиков, в том числе полевого командира Абу аль-Валида.
В 2004 поступил в Общевойсковую академию Вооружённых Сил Российской Федерации, окончил её в 2007, а в 2005 году получил звание подполковника Российской Армии.
30 апреля 2005 года Сулиму присвоено звание «Герой России», награждение прошло в июле 2005 года в закрытом режиме, текст указа не был опубликован в СМИ.

### Инцидент в Бороздиновской
4 июня 2005 года стало известно об убийстве в станице Бороздиновская (Шелковской район Чечни) отца одного из бойцов отряда «Восток». В станицу, основным населением которой были аварцы, был направлен отряд для проверки и расследования происшествия. После выяснения обстоятельств отряд покинул станицу. После этого местные жители утверждали, что люди в форме, по их описаниям, похожей на форму батальона «Восток», и в масках совершили нападение на станицу, в результате которого четыре дома были сожжены, один местный житель был убит, а ещё 11 пропали без вести.

### Мясокомбинат «Самсон»
Осенью 2006 года к Сулиму Ямадаеву и Рамзану Кадырову обратился собственник земельного участка, на котором находился мясокомбинат, после чего Рамзан попросил Сулима разобраться в ситуации с переделом собственности между коммерческими предприятиями ООО «Самсон» и ОАО «Салолин». Для этого 14 сентября Ямадаев с группой бойцов вылетел из Москвы в Санкт-Петербург. 15 сентября они зашли на территорию завода «Самсон» и провели переговоры с директором Хамзатом Арсамаковым — племянником главы Московского индустриального банка, после чего тот не подписал требуемые бумаги. 8 февраля 2007 года в Чечне были похищены братья Арсамаковы Юнус и Юсуп, которые впоследствии были убиты.

### Начало конфликта с Рамзаном Кадыровым
13 апреля 2008 года из-за родственника Кадырова, значительно превысившего скорость, в центре Гудермеса на улице Терешковой произошло дорожно-транспортное происшествие, в результате которого погибли два бойца батальона «Восток».
14 апреля 2008 года разгорелся конфликт между Ямадаевым и Кадыровым, когда оба кортежа отказались уступать друг другу дорогу на трассе «Кавказ» в районе города Гудермес. Спустя два часа по указанию Рамзана Кадырова были подняты батальоны «Север», «Юг», республиканский ОМОН, СОБР, полк имени Ахмата-Хаджи Кадырова, нефтяной полк, спецназ МВД Чечни, которые общей численностью 25 тысяч человек блокировали базу батальона «Восток» в Гудермесе, на которой находилось порядка 500 человек, и приказали перейти бойцам под руководство Кадырова, то есть добровольно покинуть батальон «Восток» ГРУ Министерства обороны РФ. 15 апреля Кадыров публично обвинил Ямадаева в убийствах и похищениях мирных жителей, одновременно в отношении брата Ямадаева Бадруди было возбуждено уголовное дело по статье 318 УК «Применение насилия в отношении представителя власти». 19 апреля Ямадаев обвинил Кадырова в аналогичных преступлениях.
В мае 2008 года Сулим Ямадаев был отстранён от командования батальоном. В августе он был объявлен следственным комитетом по ЧР в федеральный розыск по обвинению в похищении и убийствах мирных граждан.

### Участие в боях за Цхинвал
8 августа 2008 года Сулим Ямадаев, находившийся в это время в федеральном розыске, во главе роты батальона «Восток» (под эгидой ГРУ) был переброшен на передовую Войны в Грузии. Днём 9 августа грузинские источники зафиксировали первое боестолкновение бойцов Ямадаева с грузинскими военными на высоте Тиакани. Вечером того же дня рота Ямадаева участвует в установлении полного контроля над Цхинвалом, который к тому моменту фактически пустовал.
13 августа рота Ямадаева в составе российской группировки заняла грузинский Гори.
21 августа 2008 года приказом Министра обороны РФ был уволен в запас с сохранением воинского звания.
22 августа прокуратура Чечни отменила постановление об объявлении С. Ямадаева в федеральный розыск в связи с тем, что его местоположение было установлено.
24 сентября в самом центре Москвы наёмники убили Руслана — брата Сулима Ямадаева.
Тем не менее, 11 ноября появилась информация, что Сулим «пошёл на повышение» и назначен заместителем командира Таганрогской бригады ГРУ.

### Переезд в ОАЭ
22 ноября 2008 года Ямадаев дал интервью журналистам «Новой газеты», в котором сообщал о своем конфликте с Кадыровым и о том, что из Чечни в Москву за ним выехала специальная группа с целью его ликвидации. Интервью было опубликовано 24 ноября, хотя аудиозапись появилась там двумя днями раньше. 24 же ноября стало известно, что уголовные дела в отношении Ямадаева будут переданы чеченской прокуратурой в военную, что сделало невозможным расстрел Ямадаева людьми Кадырова якобы «при задержании». После этого Ямадаев вылетел в ОАЭ, где поселился в Дубае под своим именем, вопреки расхожему мнению об изменении имени и фамилии.

### Убийство
28 марта 2009 года в подземном гараже элитного комплекса «Jumeirah Beach Residence» города Дубая (ОАЭ) Сулим Ямадаев был убит. Злоумышленник трижды выстрелил Ямадаеву в спину.
Начальник дубайской полиции генерал Дахи Хальфан Тамим официально подтвердил смерть Ямадаева, на том же настаивал и генеральный консул России в ОАЭ, член Совета Федерации от Чечни Зияд Сабсаби также подтвердил, что Ямадаев был похоронен ещё в понедельник (30 марта) на дубайском кладбище Аль-Куз. В то же время, брат Сулима — Иса — заявил, что брат всего лишь ранен и уже пребывает в сознании.
Дубайская полиция задержала нескольких подозреваемых в убийстве. Из них один русский, а остальные — чеченцы, впоследствии все задержанные были освобождены.
5 апреля 2009 года начальник дубайской полиции генерал Дахи Хальфан Тамим заявил, что арестованы двое непосредственных участников преступления — Махди Лорния (гражданин Ирана) и Максуд-Джан (гражданин Таджикистана), а также, что трое граждан России и гражданин Казахстана будут объявлены в международный розыск; подозреваемые, в частности, депутат Госдумы России Адам Делимханов (двоюродный брат Рамзана Кадырова), были объявлены в розыск через Интерпол. В дубайской полиции также заявили, что пистолет убийцам был передан одним из охранников Делимханова (имя охранника не разглашается). Адам Делимханов назвал обвинения в его адрес провокацией и заявил о готовности сотрудничать со следствием, однако после этого он все время скрывается в Чечне и передвигается только с большим кортежем охранников.
Рамзан Кадыров после убийства Сулима Ямадаева обвинил его в убийстве своего отца Ахмата Кадырова в 2004 году.
10 апреля 2009 года глава МИД РФ Сергей Лавров сделал заявление, что рассчитывает в ближайшее время получить от властей ОАЭ официальные данные по факту покушения на Сулима Ямадаева.
4 мая того же года брат Сулима Иса Ямадаев сообщил прессе, что Сулим жив, выздоравливает после ранения в шею и начал говорить.
С 1996 года на Сулима Ямадаева, по самым минимальным подсчетам, было совершено около 19 покушений.
По информации семьи Ямадаевых, Сулим находился в одной из больниц в Дубае и шёл на поправку, после чего, по заверениям его родственников, обязательно должен был вернуться в Россию.
13 апреля 2010 года Иса Ямадаев передал прессе фотографию Сулима, сделанную в госпитале. Иса Ямадаев утверждал, что его брат выжил в результате покушения и продолжает лечение.
16 июля 2010 года власти Дубая официально признали Сулима Ямадаева погибшим во время покушения 28 марта 2009 года.
23 августа 2010 года Иса Ямадаев сообщил, что по решению семьи Ямадаевых Сулим был отключен от аппарата жизнеобеспечения, в результате чего умер.
Прокуратура Дубая объявила в международный розыск по линии Интерпола семь граждан России, подозреваемых в причастности к убийству — Адама Делимханова (действующего депутата Госдумы РФ), Зелимхана Мазаева, Элимпашу Хацуева, Салмана Кимаева, Турпала Кимаева, Марвана Кимаева и Рамазана Мусиева. В России уголовное преследование данных граждан не ведётся. Мазаев (уголовное преследование которого ОАЭ прекратило в январе 2013 года) в 2015 году был задержан по обвинению в грабеже и ряде других преступлений. Международный розыск Делимханова был прекращён в январе 2012 года.
В апреле 2010 года за убийство Ямадаева судом Дубая к пожизненным срокам (по местным законам это 25 лет) были приговорены бизнесмен Махсуд-Джан Исматов и Махди Лорния, считавшийся конюхом главы Чечни Рамзана Кадырова. Однако в декабре 2010 года апелляционный суд сократил срок их заключения до 27 месяцев. Пересмотру дела предшествовали заявления брата убитого Сулима Ямадаева Исы о готовности посодействовать освобождению Исматова и Лорнии. Законы Объединённых Арабских Эмиратов предусматривают возможность смягчения приговоров, вынесенных за убийства, если об этом попросит кровный родственник жертвы. В итоге они были освобождены из-под стражи.

## Звания и награды
- Герой Российской Федерации (2005)
- Орден Мужества
- Медаль «За отвагу»
- Медали Минобороны, МВД и ФСБ России.